# Gălăuțaș
Gălăuțaș (en hongrois: Galócás) est une commune roumaine du județ de Harghita, dans la région historique de Transylvanie. Elle est composée des huit villages suivants:
- Dealu Armanului (Ármándombja)
- Gălăuțaș, siège de la commune
- Gălăuțaș-Pârău (Galócáspatak)
- Nuțeni (Nucén)
- Plopiș (Ploptyis)
- Preluca (Preluka)
- Toloșeni (Tolésén)
- Zăpodea (Zápodéa)

## Localisation
Gălăuțaș est située dans la partie nord-ouest du comté de Harghita, à l'est de la Transylvanie dans le Pays Sicule (région ethno-culturel et linguistique), sur le cours supérieur de la rivière de Mureș, à 5 km de la ville de Toplița et à 58 km de la ville de Miercurea Ciuc.

## Monuments et lieux touristiques
- L'Église en bois du village de Gălăuțaș (construite au XVIIIe siècle), monument historique, 1761[2]
- Rivière Mureș